# Jabloňový hřbet
Jabloňový hřbet (rusky Я́блоновый хребе́т, burjatsky Яаблан дабаан) je pohoří v ruském Zabajkalsku. Táhne se v délce přes 650 kilometrů od údolí Chiloku severovýchodním směrem až k hornímu toku Oljokmy, kde na něj navazuje Stanové pohoří. Maximální šířka hřbetu činí 80 km. Nejvyšší horou je Kontalakskij Golec, která má 1706 metrů nad mořem. Horský hřeben tvoří rozvodí mezi Pacifikem a Severním ledovým oceánem, pramení zde přítoky Amuru, Leny a Jeniseje. Hory tvoří východní hranici Burjatska, na jejich úpatí leží města Ulan-Ude a Čita.
Hory pocházejí z období paleozoika a jsou tvořeny převážně žulou, břidlicí a pískovcem, rostou zde modříny, borovice a jedle, ve výškách nad 1400 metrů převládá tundra. Těží se cín a hnědé uhlí.
Oblast prozkoumal v 18. století Peter Simon Pallas. Název pohoří nepochází od jabloní, které tu nerostou, ale z burjatského výrazu jabacha („jít“), podle množství průsmyků, které domorodcům umožňovaly cestovat přes hory.